# Àngela Margarida Prat
Sor Àngela Margarida Prat, coneguda com a Àngela Serafina i amb el nom popular de Mare Serafina per haver estat casada amb Francesc Serafí (Manresa, 26 d'octubre de 1543 - Barcelona, 24 de desembre 1608), va ser la fundadora de les clarisses caputxines al protomonestir de Santa Margarida la Reial, a Sarrià (1599). Va ser declarada venerable i té obert el procés de beatificació.

## Vida
Àngela Margarida Prat va néixer en una casa del carrer Talamanca, anomenat llavors del Trull, i va ser la primogènita d'una família nombrosa de pagesos humils, el Maties Prat i la Coloma. La seva mare va morir en 1557 i el pare es tornà a casar amb una dona anomenada Eufrasina. Això va obligar que els fills anteriors marxessin de casa a cercar feina.
Es traslladà a Barcelona a fer de minyona, a casa del mercader Salvador Molins. Tot i els desitjos de fer-se religiosa, influïda pel pare i la madrastra, es va casar als trenta-dos anys, el 1575, amb el mestre sastre Francesc Serafí a la parròquia de Santa Maria del Mar. Llavors va començar a ser anomenada Àngela Serafina, pel costum d'anomenar la dona amb el cognom de l'espòs. El canonge Pere Dalmau descriu la vida matrimonial de l'Àngela «com una creu i turment continuat, ara en diríem una crua experiència de "violència domèstica"». Serafí era faldiller i jugador, i maltractava físicament i psíquica la seva esposa.
Tingué tres fills (dos bessons, nen i nena, el 1576 i una nena el 1581), dels quals només sobrevisqué la primera filla, Bàrbara, que es feu religiosa franciscana el 1591. El 1580 van mudar-se a Vilafranca del Penedès, per a canviar de vida i allunyar-se dels creditors, però l'any següent tornaren a Barcelona i, finalment, a Manresa. En morir el seu espòs el setembre de 1582, l'Àngela obrí un cosidor de «costura de noies», a la casa d'Elionor de Peguera, una acreditada brodadora, al carrer de Sobrerroca.
En aquesta època sent la vocació religiosa: visita esglésies, fa pregària, visita i ajuda malalts i pobres i ensenya un grup de joves. Diu la tradició que li parlà la imatge d'un santcrist. Va tenir episodis d'èxtasi místic que van fer-se coneguts i van provocar que fos acusada de farsant a la Inquisició, que inicià un procés i el tancà quan va tenir un èxtasi en ple interrogatori.

### Fundació del monestir
Havia freqüentat comunitats caputxines i el 1586, a l'església de Sant Bartomeu de Manresa, en vesteix l'hàbit. Aprèn llavors a llegir i escriure i es trasllada a Barcelona. Allí, obrí una casa per acollir i educar noies joves. S'hi apleguen altres companyes i viuen juntes sota les directrius més estrictes de la Regla de Santa Clara. La comunitat compta amb el suport del bisbe Dimes Lloris. Primer es trobaven al convent caputxí de Sarrià i després es traslladaren al carrer del Carme de Barcelona. Mentrestant, Àngela havia ingressat al Tercer Orde de Sant Francesc, professant el 26 de desembre de 1593. Sabedora que hi ha una nova branca femenina dels caputxins a Itàlia i a Granada, les clarisses caputxines, en vol fundar un convent.
El pas de Felip III per Barcelona (s'havia casat a València amb Margarida d'Àustria), feu possible que parlés amb Magdalena de San Jerónimo, dama de la cort molt pietosa que, havent sentit parlar d'Àngela, volia conèixer-la. Va aconseguir que els reis i altres nobles s'interessessin en la fundació d'un convent de clarisses caputxines i els mateixos reis demanaren de conèixer Àngela Serafina.
La fundació de l'orde com a tal s'esdevingué el maig de 1599: el dia 28, el nunci Camilo Gaetani l'autoritzà. El dia 6 de juliol s'obria el Monestir de Santa Margarida la Reial, anomenat així en honor de la reina. El 7 d'abril de 1602, després de molts problemes de jurisdicció i dret canònic, Àngela Serafina va professar com a clarissa caputxina i nomenada abadessa de la comunitat. Com a tal, el 12 d'agost de 1602, festa de santa Clara, va rebre les primeres novícies, en una cerimònia presidida pel bisbe Alfons Coloma. Entre elles hi havia la que seria confident de la fundadora, Maria Àngela Astorc.
L'any 1604 van rebre l'aprovació pontifícia del papa Climent VIII. Les constitucions del monestir van seguir el model de les coletines, la branca més rigorosa de les clarisses.

## Últims anys i mort
La fundació va anar creixent, admetent nombroses peticions d'ingrés. La comunitat es va traslladar al carrer del Carme, cantonada amb Riera Blanca. A més, hi hagué peticions de fundació de comunitats en altres llocs del regne: Manresa i Girona, i València i Saragossa.
Així, el 10 de desembre de 1638, van sortir de Barcelona cinc religioses en direcció a Manresa, per formar part d'una nova fundació. Abans de 1608, els consellers de Manresa van oferir a la comunitat l'església de Sant Miquel, però sorgiren dificultats que van fer que finalment no s'hi construís. El convent de les caputxines de Manresa no es fundà fins al mateix 1638, i un any després, el 4 de desembre de 1639, les caputxines ja s'instal·laren a la casa natal de la fundadora de l'orde. Amb tot, les obres de construcció del convent encara continuaren fins a l'any 1652. Una làpida col·locada al costat de la pila d'aigua beneïda, en la derruïda església, assenyalà durant tres segles el lloc del seu naixement.

### Mort
Perquè no hi hagués problemes quan morís, Àngela va obtenir un breu del papa Climent VIII, del 21 de desembre de 1604, pel qual el monestir quedava adscrit a l'Orde de Clarisses Caputxines, malgrat els defectes formals que pogués haver-hi hagut durant el procés de fundació. Pau V va confirmar aquesta adscripció.
Àngela Serafina va morir el 24 de desembre de 1608. Molta gent, que la tenia per santa, va anar als funerals: les cues per a veure'n el cos van continuar durant tres dies. Passat un any, es va veure que el cos, enterrat al Convent de les Caputxines de Manresa, romania incorrupte i es va atribuir a la santedat de la monja.

## Veneració
El 1615 el bisbe Lluís Sans i Còdol va fer construir un sepulcre reconeixent un miracle que li va atribuir. Aviat s'intentà beatificar-la, però el decret d'Urbà VIII de 1625, segons el qual no es podia iniciar una causa de beatificació fins que no passessin 50 anys de la mort del servent de Déu, va aturar el procés. No s'inicià fins al 1665 i prosseguí per diverses etapes, però va quedar deturat com a «causa històrica». Les guerres d'aquest segle i la Guerra de Successió van alentir la tasca.
El 1900 es van trobar els documents recollits a l'arxiu episcopal, i el 1901 es reinicià el procés diocesà, que va acabar el 1902. La traducció dels nombrosos materials a l'italià va ser molt lenta, i la desaparició de documents originals en la Setmana Tràgica va tornar a aturar el procés. No es va presentar a Roma fins al 1933, i actualment la causa està arxivada.
Àngela Prat és l'única dona que figura retratada a la Galeria de Manresans Il·lustres de l'Ajuntament de Manresa: la pintura s'hi va col·locar el 1896.